# Menlove Ave.
Menlove Ave. je posmrtné kompilační album britského hudebníka, dřívějšího člena The Beatles Johna Lennona. Album vyšlo v roce 1986. Obal alba navrhoval pop artový umělec Andy Warhol.

## Seznam skladeb
| Pořadí | Název                                       | Autor                     | Délka |
| ------ | ------------------------------------------- | ------------------------- | ----- |
| 1.     | Here We Go Again                            | John Lennon, Phil Spector | 4:50  |
| 2.     | Rock and Roll People                        | Lennon                    | 4:21  |
| 3.     | Angel Baby                                  | Rosie Hamlin              | 3:42  |
| 4.     | Since My Baby Left Me                       | Arthur Crudup             | 3:48  |
| 5.     | To Know Her Is to Love Her                  | Spector                   | 4:37  |
| 6.     | Steel and Glass                             | Lennon                    | 4:10  |
| 7.     | Scared                                      | Lennon                    | 4:17  |
| 8.     | Old Dirt Road                               | Lennon, Harry Nilsson     | 3:53  |
| 9.     | Nobody Loves You (When You're Down And Out) | Lennon                    | 4:29  |
| 10.    | Bless You                                   | Lennon                    | 4:05  |